# Lunatic Calm
 (juillet 2019).
Si vous disposez d'ouvrages ou d'articles de référence ou si vous connaissez des sites web de qualité traitant du thème abordé ici, merci de compléter l'article en donnant les références utiles à sa vérifiabilité et en les liant à la section « Notes et références ».
Lunatic Calm est un groupe de musique électronique anglais formé en 1996 et dissous en 2003 à la suite d'une faillite de leur maison de disques. Malgré une large palette sonore, le groupe était surtout connu pour ses compositions big beat aux teintes industrielles.
Ils n'ont durant leur courte carrière produit que deux albums mais auront réussi à inspirer leur domaine et à laisser un héritage manifeste. En témoignent les nombreux remixes et apparitions dans de nombreuses bandes originales dont leur plus célèbre titre Leave You Far Behind inscrit dans la BO du film Matrix.

## Historique
Formé en 1996 et composé de Simon "sHack" Shackleton et Howard "Howie" Saunders, ils ont sorti deux albums très bien reçus, ainsi que plusieurs singles et une vaste gamme de remixes. Les deux hommes se connaissaient depuis leur plus jeune âge et avant de former Lunatic Calm, ils ont également joué dans plusieurs groupes avec Thom Yorke (chanteur de Radiohead), notamment Headless Chickens et Flicker Noise.

## Metropol (1997)
Leur premier album, Metropol, a souvent été comparé aux œuvres de The Prodigy et d’autres groupes, bien qu’il s’agisse de trip hop décalé et psychédélique ou de big beat. La maison de disques MCA ne parvient pas à soutenir le groupe. Celui-ci se tourne alors vers le marché américain où ils profitent d’une série de tournées fructueuses avec d’autres groupes, dont Crystal Method. Le titre le plus notable de cet album, et celui pour lequel le groupe reste le plus connu, est Leave You Far Behind. Cette piste est apparue sur de nombreuses bandes sonores de films, notamment Matrix, Charlie's Angels et Mortal Kombat: Annihilation, y compris The Crow en 1998-1999. Un certain nombre de morceaux de Lunatic Calm ont été utilisés dans des jeux vidéo, et le groupe a fait de nombreux remixes pour divers artistes, dont Bush, DJ Scissorkicks et Curve.

## Breaking Point (2002)
Le deuxième album du groupe, Breaking Point, est sorti en 2002, après plusieurs années de querelles avec les maisons de disques et sans aucune promotion. Alors que l'album devait paraître, la maison de disques City of Angels a fait faillite. Sans support, le groupe était incapable de continuer et Lunatic Calm s'est dissous en 2003.

## Après le groupe
Simon Shackleton est depuis très actif en tant que producteur solo et DJ, opérant principalement sous le nom Elite Force, mais également sous des pseudonymes tels que Killer Elite, Futurecore, Double Black, pHrack R et Zodiac Cartel. Il a dirigé des labels tels que U & A Recordings (de 2006 à aujourd'hui) et l'empreinte Fused & Bruised de 1996 à 2002 et est souvent cité comme l'un des principaux défenseurs du mouvement émergent Tech-Funk, fusionnant house, breaks, Electro & Techno. Certaines de ses chansons (remixes et nouvelles pistes) ont paru sur les albums de Crystal Method : Community Service et Community Service II, entre autres. Il enregistre actuellement un album intitulé Simon Shackleton, dont la sortie est prévue pour le début de 2016 et est devenu un artiste régulier et un invité du Burning Man Festival du Nevada chaque été.
Howie fait désormais partie de DoubleDose, un partenariat entre la production musicale et le design sonore établi en 2004 avec Nick Ryan, lauréat du prix BAFTA, qui conçoit des campagnes marketing multimédias, des productions événementielles et une stratégie de marque pour des sociétés telles que Nokia, Shell, Ernst & Young, Ford, Mazda, Land Rover, Intel et Formule 1 en Europe, Amérique du Nord et Asie-Pacifique. Howie est également directeur chez AudioFuel, qui a été lancé en décembre 2008 et propose une musique composée sur mesure pour les coureurs et les programmes d'entraînement physique personnels.

## Discographie

### Albums
- Metropol (1997)[2]
- Breaking Point (2002)

### Singles
- Centista (1996)
- Leave You Far Behind (1997)
- Roll the Dice (1997)
- LC Double '0' Series (1998)
- One Step (1999)

### Remixes
- The Heads - "Don't Take My Kindness for Weakness" (1996)
- Amen - "Vacuum" (1996)
- Collapsed Lung - "Ballad Night" (1996)
- Hurricane #1 - "Chain Reaction" (1997)
- Black Grape - "Get Higher" (1997)
- Bush - "Comedown" (1997)
- Curve - "Chinese Burn" (1997)
- Definition of Sound - "Outsider" (1997)
- Elite Force - "Cool Like The Man" (1997)
- Meat Katie - "Boned" (1997)
- Pitchshifter - "Genius" (1998)
- Mankind Liberation Front - "Isolated" (1999)
- DJ Scissorkicks - "Clap Yo' Hands" (1999)
- Earl Hagen - "I Spy" (2001)

### Apparitions dans des bandes originales
- Le Chacal (1997) - "Leave You Far Behind"
- Mortal Kombat: Annihilation (1997) - "Leave You Far Behind" (V2. Instrumental Mix)
- Head On (1998) - "Leave You Far Behind"
- ESPN X-Games Pro Boarder (1998) - "Leave You Far Behind"
- The Matrix (1999) - "Leave You Far Behind" (Lunatic vs. Lunatic Rollercoaster Remix)
- Twin Dragons (trailer) (1999) - "Leave You Far Behind"
- Arlington Road (1999) - "Neon Reprise"
- Need for Speed: High Stakes (1999) - "Roll the Dice"
- Test Drive 6 (1999) - "Leave You Far Behind"
- FIFA 2000 (1999) - "LC001" (Neon Ray Mix)
- La Femme Nikita : Getting Out of the Reverse (2000) - "Leave You Far Behind"
- Charlie's Angels (2000) - "Leave You Far Behind" (V2. Instrumental Mix)
- The Coupable (2000) - "Leave You Far Behind"
- Titan A.E. (trailer) (2000) - "Leave You Far Behind"
- Formula One 2001 (2001) - "Shockwave"
- Jeremy McGrath Supercross World (2001) - "Leave You Far Behind"
- Tomcats (2001) - "Roll the Dice" (Fatboy Slim vocal mix)
- Spider-Man (film 2002) (Bande-annonce, Teaser) (2002) - "Leave You Far Behind"
- Buffy contre les vampires : Radio Sunnydale (2003) - "Sound of the Revolution"
- Lara Croft Tomb Raider: Le berceau de la vie (2003) - "Leave You Far Behind"
- MotorStorm (2007) - "Leave You Far Behind"
- Drive (2007) - "Leave You Far Behind"